# 野野村孝
野野村孝（日语：／ Nonomura Takashi，1969年3月20日—），日本男子摔跤运动员。他曾代表日本参加1994年亚洲运动会摔跤比赛，获得一枚铜牌。他也曾参加1992年和1996年夏季奥林匹克运动会。